# Этельсвита
Этельсвита (др.-англ. Æthelswith) — дочь короля Уэссекса Этельвульфа и Осбурги. В 853 году вышла замуж за короля Мерсии Бургреда.

## Биография
Брак Этельсвиты, вероятно, означал подчинение Бургреда своему тестю, так как в то время Уэссекс и Мерсия страдали от набегов викингов. Также у Бургреда были постоянные проблемы с королевством Поуис на его западной границе, а в 853 году Этельвульф от имени Бургреда подчинил валлийское государство. Неоднократные вторжения данов на протяжении многих лет постепенно ослабили Мерсию в военном отношении, а в 868 году Бургред был вынужден обратиться к брату своей жены, королю Уэссекса Этельреду, чтобы помочь ему противостоять укрепившейся в Ноттингеме армии викингов. Это был последний раз, когда саксы пришли на помощь мерсийцам, и это событие также примечательно тем, что Альфред Великий, другой брат Этельвиты, женился на мерсийке Эльсвите.
Правление Бургреда продолжалось до 874 года, когда викинги выгнали его из королевства, и он бежал в Рим вместе с Этельсвитой. Он умер вскоре после этого. Этельсвита же жила последние годы в Италии и была похоронена в 888 году в монастыре Сан-Феличе в Павии.